# Francesca Dallapè
Francesca Dallapé (née le 24 juin 1986 à Trente) est une plongeuse italienne.

## Biographie
Sixième avec Noemi Batki du synchro 3 mètres lors des Jeux olympiques de Pékin en 2008, Francesca Dallapé est médaillée d'or avec Tania Cagnotto d'abord lors des Championnats de 2009, puis lors des championnats d'Europe à Budapest en 2010. En 2016, elle remporte d'abord son 8e et dernier titre européen consécutif lors des Championnats à Londres, toujours avec sa coéquipière Tania Cagnotto, avant de remporter la médaille d'argent olympique avec sa coéquipière de toujours.